# Xenoplatyura aurantina
Xenoplatyura aurantina är en tvåvingeart som beskrevs av Chandler 1994. Xenoplatyura aurantina ingår i släktet Xenoplatyura och familjen platthornsmyggor.
Artens utbredningsområde är Israel. Inga underarter finns listade i Catalogue of Life.